# Zdroje (Czerwonak)

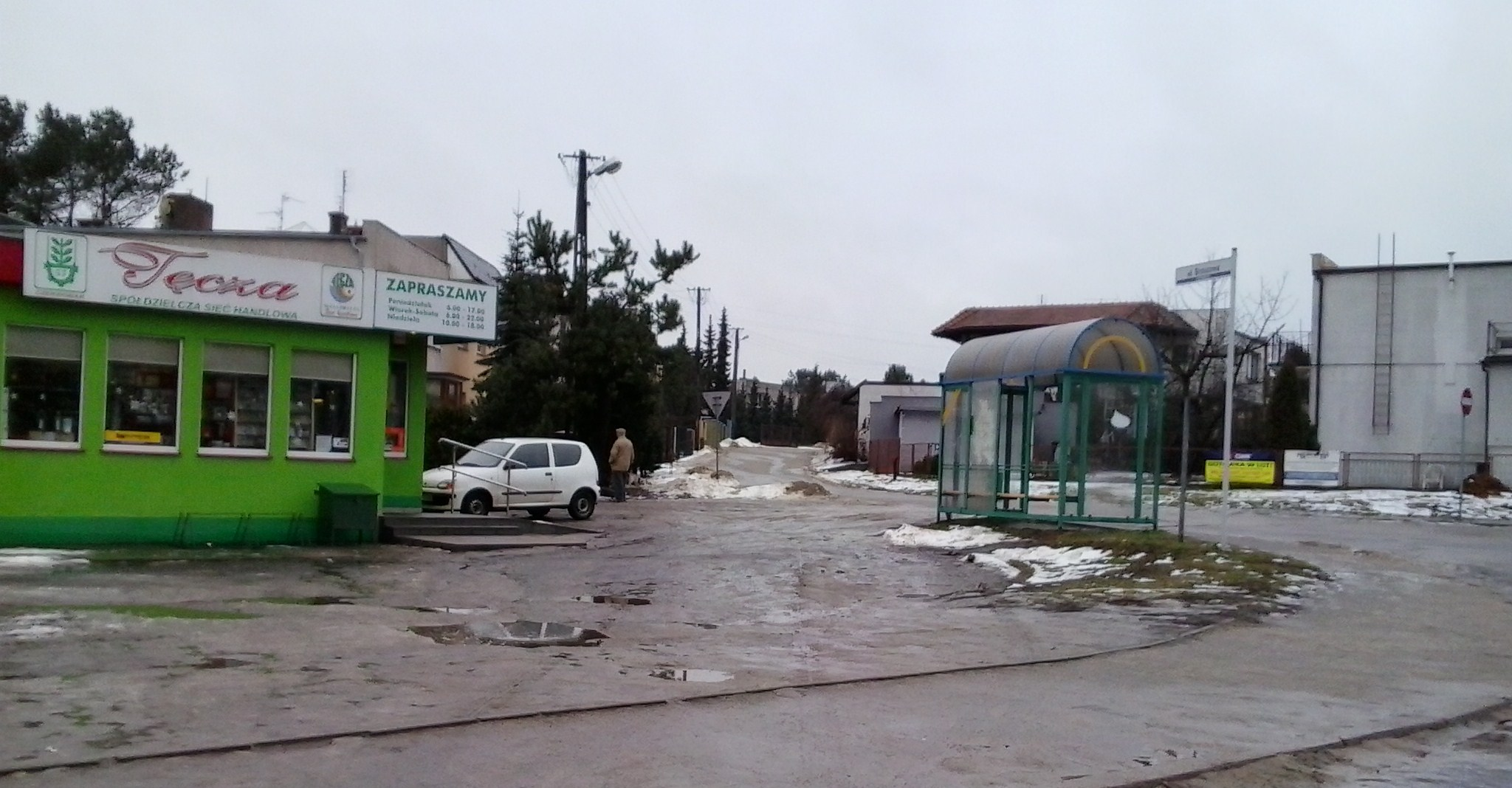
Centrum Zdrojów

Zdroje – część Czerwonaka, wsi gminnej w powiecie poznańskim.
Zdroje zlokalizowane są na wschód od centrum wsi. Zabudowa koncentruje się przede wszystkim wzdłuż ulicy Zdroje - głównego traktu osiedla. Pozostałe ulice noszą nazwy związane z gatunkami drzew (np. Jesionowa, Bukowa, Klonowa). Początki intensywnej zabudowy jednorodzinnej tego rejonu sięgają roku 1960. Osiedle obsługiwane jest przez autobusy firmy Transkom (linie 342 i 312 na Rondo Śródka w Poznaniu). Przez teren osiedla przepływa Ciek Zdroje (rów melioracyjny). Istnieją tu też bezimienne stawy rybne na Rowie K Zdroje. Funkcjonuje kanalizacja burzowa.